# Guy II Brisebarre
Guy II Brisebarre, mort avant 1164, est seigneur de Beyrouth, dans le royaume de Jérusalem. Il est le fils puîné de Guy Ier Brisebarre, précédent seigneur de Beyrouth.
Son père meurt peu après 1148 et son frère Gautier II lui succède comme nouveau seigneur de Beyrouth. Mais vers 1156, celui-ci résigne à sa charge pour rejoindre l'ordre du Temple et son frère Guy II lui succède ainsi dans cette fonction.
Il épouse une femme prénommée Marie, dont le nom de famille est inconnu, avec qui il a sept enfants :
- Gautier III Brisebarre, qui succède à son père ;
- Guy Brisebarre, qui épouse Julienne Granier, dame de Césarée, et qui devient seigneur de Césarée de jure uxoris ;
- Bernard Brisebarre, qui devient seigneur de Blanchegarde ;
- Hugues Brisebarre, probablement mort jeune et sans héritier ;
- Marie Brisebarre, peut-être une confusion avec sa mère qui porte le même prénom ;
- Béatrice Brisebarre, qui épouse Jean le Tor, seigneur de Manuet ;
- Marguerite Brisebarre, qui épouse Gramand Ier, seigneur de Bethsan.

En 1153, il combat siège victorieux d'Ascalon.
Il meurt en 1164 au plus tard, et c'est son fils aîné Gautier III qui lui succède comme nouveau seigneur de Beyrouth.